# Dendrobium pulchellum
Dendrobium pulchellum är en orkidéart som beskrevs av William Roxburgh och John Lindley. Dendrobium pulchellum ingår i släktet Dendrobium, och familjen orkidéer. Inga underarter finns listade i Catalogue of Life.

## Bildgalleri

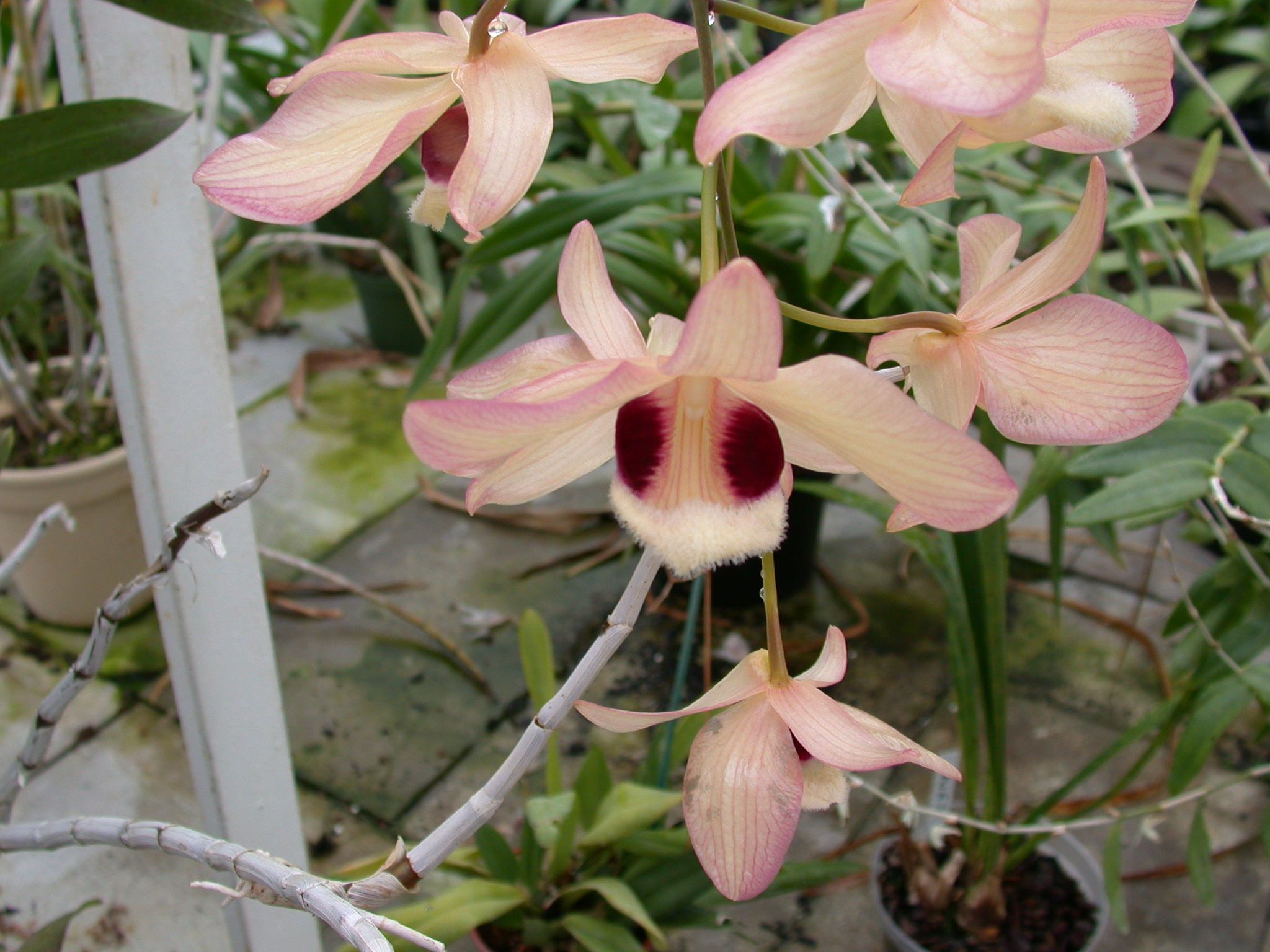
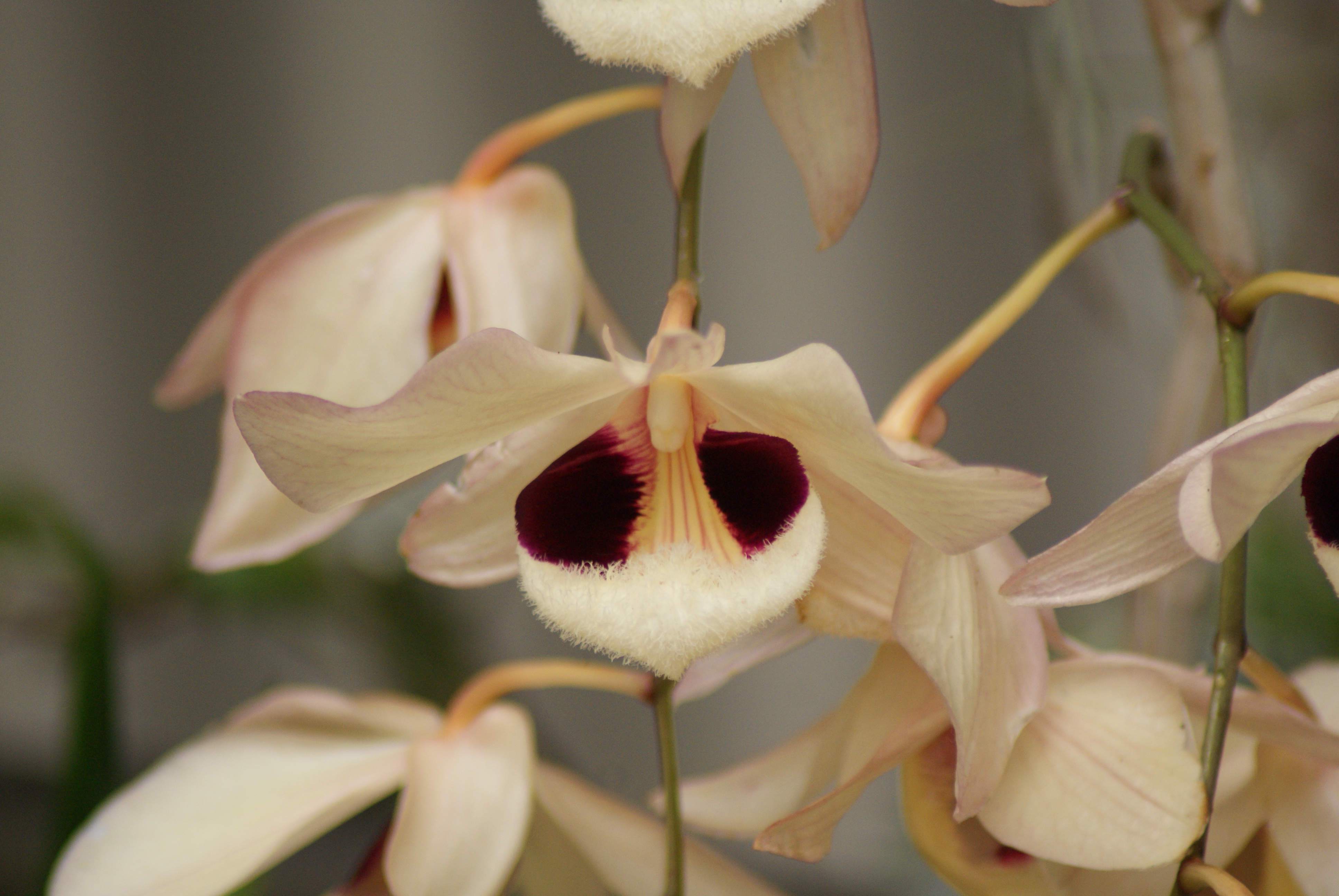
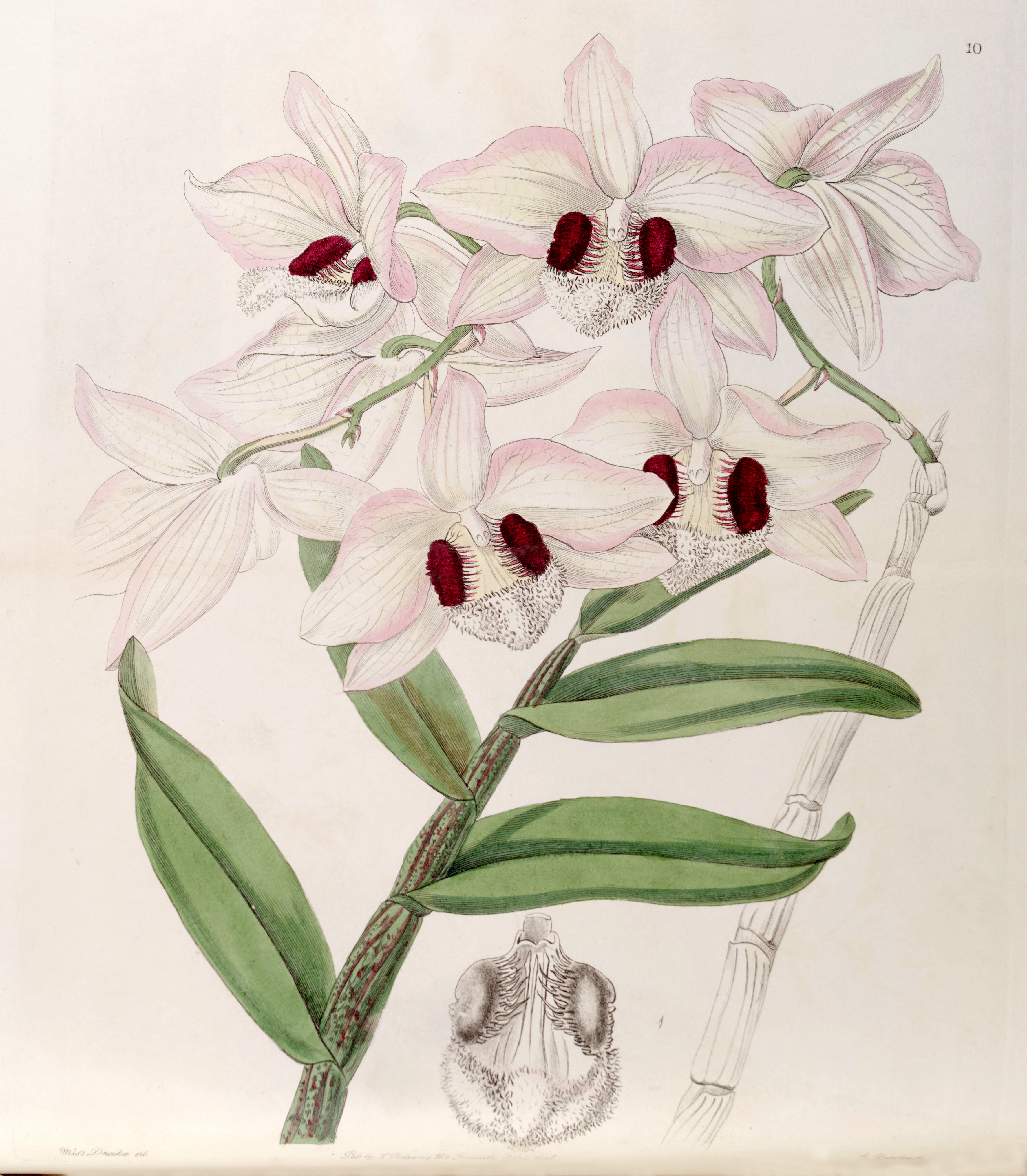
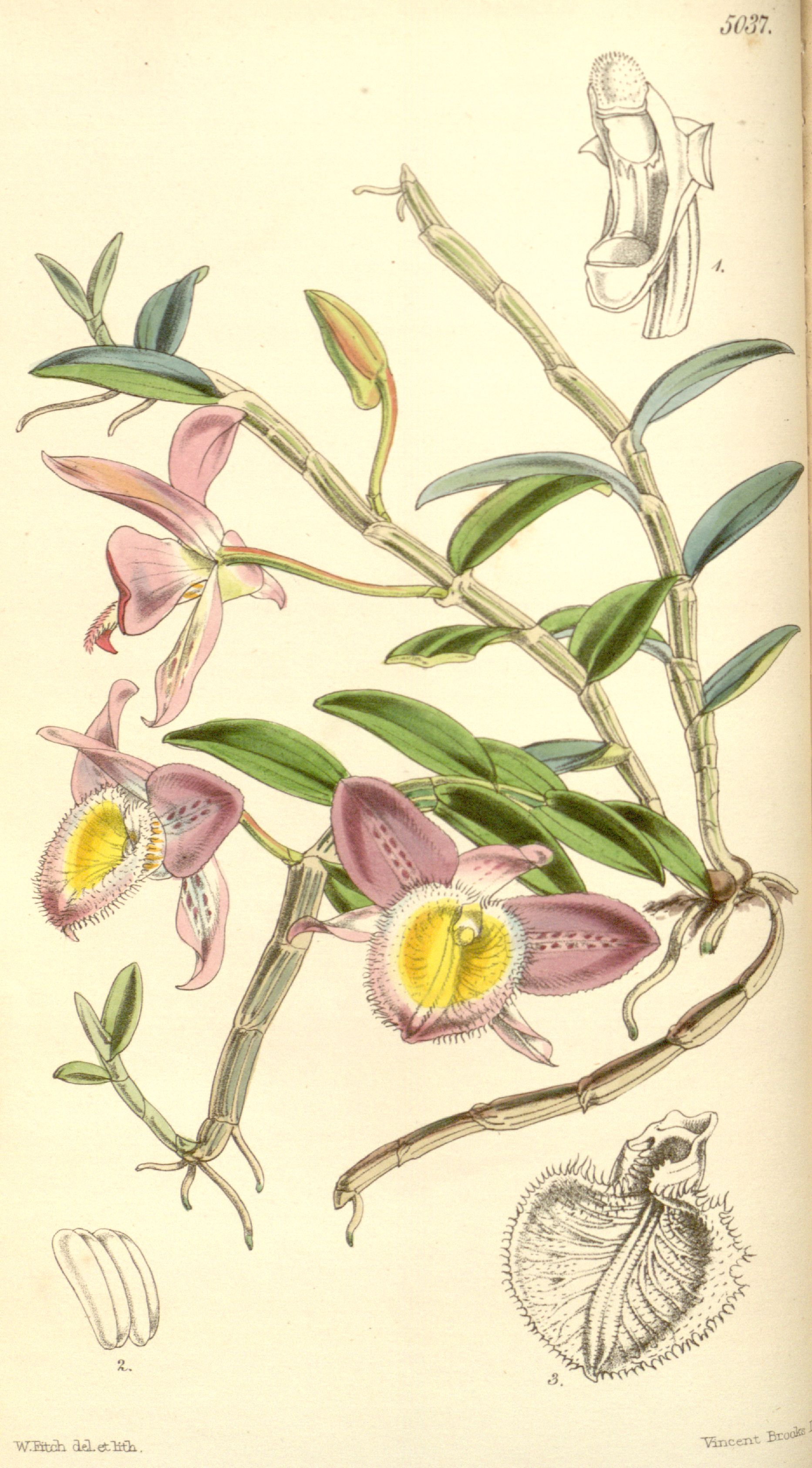